# Федеральный университет Токантинса
Федеральный университет Токантинса (порт. Universidade Federal do Tocantins, UFT) — университет в Бразилии, обслуживающий штат Токантинс. Расположен в Палмасе, некоторые учебные курсы базируются в подразделениях университета в этих городах: Арагуаина, Арраяс, Гурупи, Мирасема-ду-Токантинс, Порту-Насиунал и Токантинополис.